# Сосналиев, Султан Асламбекович
Султан Асламбекович Сосналиев (23 апреля 1942, Нальчик — 22 ноября 2008, Москва) — государственный и военный деятель Абхазии. Герой Абхазии (1994). Полковник ВС СССР, генерал-лейтенант ВС Абхазии. По национальности черкес (кабардинец).

## Биография
В 1961—1964 годах курсант Сызранского авиационного училища лётчиков Присвоена квалификация "Правый лётчик вертолёта Ми-4"
25 лет  прослужил  в  авиации  Войск  ПВО  СССР.  под  фамилией  Сусналиев С.А.
С  августа  1964 года          Послужной  список  службы  в  524-м  истребительном  авиационном  полку: 
                                 лётчик-оператор, командир  экипажа, командир  звена, зам.командира  3-й  АЭ,
                                 командир 3-й  АЭ, зам.командира  полка, командир  полка.
.
Окончил Военную академию противовоздушной обороны им. Г. К. Жукова (1978).
В 1989 году — вышел в отставку в звании полковника.
С 1990 года — заместитель генерального директора ОАО «Каббалкгражданстрой».
До 1992 года — начальник военного отдела Конфедерации горских народов Кавказа.
В 1992 году прибыл в Абхазию.
С 16 августа 1992 года — начальник штаба абхазского народного ополчения.
С 18 августа 1992 года — начальник штаба Государственного Комитета обороны Абхазии.
С 11 октября 1992 года — начальник Генерального штаба Вооружённых Сил Абхазии — Первый заместитель Министра обороны Абхазии.
С 25 апреля 1993 года — Министр обороны Абхазии.
С 21 мая 1993 года — генерал-майор. Звание присвоено «За выдающиеся заслуги в формировании и становлении Вооруженных Сил, организацию обороны Республики Абхазия от вооруженной агрессии».
С 30 декабря 1993 года — генерал-лейтенант. Звание присвоено «За успешное проведение военной операции по освобождению г. Сухум — столицы республики и оккупированной территории Абхазии».
1 июля 1996 года уволился из Вооружённых Сил Республики Абхазия.
С 29 августа 1996 года — зачислен в резерв Главнокомандующего Вооружённых Сил Республики Абхазия.
В августе 1996 года покинул пост министра, вернулся в Нальчик и стал генеральным директором АО «Каббалкгражданпроект». Избирался вице-президентом Международной черкесской ассоциации.
С 25 февраля 2005 года министр обороны и вице-премьер Абхазии.
В начале мая 2007 года подал в отставку.
Умер после продолжительной болезни в ночь с 22 на 23 ноября 2008 года.
Похоронен в городе Баксане.
Супруга Любовь.

## Награды
- Герой Абхазии (27 сентября 1994 года) «За выдающийся вклад в создании Вооруженных Сил Республики Абхазия и последующий разгром превосходящих сил противника».
- Орден Красного Знамени
- Орден «Честь и слава» («Ахьдз-Апша») I степени (14 октября 2003 года)
- Орден «За заслуги перед Кабардино-Балкарской Республикой» (посмертно, 2012)[4]
- Заслуженный военный лётчик СССР (16 августа 1985)